# Wichrowe Wzgórza (film 1939)
Wichrowe Wzgórza (ang Wuthering Heights) – amerykański dramat filmowy z 1939 roku w reżyserii Williama Wylera, wyprodukowany przez Samuela Goldwyna. Adaptacja XIX-wiecznej angielskiej powieści autorstwa Emily Brontë.

## Obsada
- Laurence Olivier jako Heathcliff
- Merle Oberon jako Katarzyna Earnshaw Linton
- David Niven jako Edgar Linton
- Flora Robson jako Ellen Dean
- Donald Crisp jako dr Kenneth
- Geraldine Fitzgerald jako Izabela Linton
- Leo G. Carroll jako Józef
- Hugh Williams jako Hindley Earnshaw
- Cecil Humphreys jako pan Linton
- Cecil Kellaway jako pan Earnshaw

i inni

## Nagrody i nominacje
| Nazwa nagrody | Wygrane                                                  | Nominacje |
| ------------- | -------------------------------------------------------- | --- |
| Oscar         | 1940 Najlepsze zdjęcia - filmy czarno-białe Gregg Toland | 1940 Najlepszy film wytwórnia Samuel Goldwyn Productions Najlepszy aktor pierwszoplanowy Laurence Olivier Najlepsza aktorka drugoplanowa Geraldine Fitzgerald Najlepszy reżyser William Wyler Najlepsza muzyka oryginalna Alfred Newman Najlepsza scenografia James Basevi Najlepszy scenariusz Ben Hecht, Charles MacArthur |
| NYFCC         | 1939 Najlepszy film                                      | 1939 Najlepszy film |

## Wyróżnienia
| Rok wyróżnienia | Amerykański Instytut Filmowy                                   | Miejsce     |
| --------------- | -------------------------------------------------------------- | ----------- |
| 2002            | Lista 100 najlepszych amerykańskich melodramatów wszech czasów | 15. miejsce |
| 1998            | Lista 100 najlepszych amerykańskich filmów wszech czasów       | 73. miejsce |